# ديفيد باتن
ديفيد باتن (بالإنجليزية: David Patten)‏ هو لاعب كرة قدم أمريكية أمريكي، ولد في 19 أغسطس 1974 في هوبكينز ‏ في الولايات المتحدة.

## وصلات خارجية
- ديفيد باتن على موقع مرجع كرة القدم المحترفة.كوم (الإنجليزية)